# Geoffrey Groselle
Geoffrey Groselle (ur. 12 lutego 1993 w Plano) – amerykański koszykarz mający polskie obywatelstwo występujący na pozycji środkowego, od 2024 zawodnik Trefla Sopot.
26 czerwca 2020 zawarł kontrakt ze Stelmetem BC Zielona Góra. 21 lipca 2021 został zawodnikiem włoskiego Fortitudo Bolonia. 27 czerwca 2022 dołączył do Legii Warszawa. Od 2023 występuje w reprezentacji Polski koszykarzy.
23 sierpnia 2023 po raz kolejny w karierze podpisał umowę z Eneą Stelmet Zastal Zielona Góra. 9 stycznia 2024 opuścił zespół. Dzień później dołączył do Trefla Sopot.

## Osiągnięcia
Stan na 18 czerwca 2024, na podstawie, o ile nie zaznaczono inaczej.
NCAA
- Uczestnik:
  - rozgrywek II rundy turnieju NCAA (2013, 2014)
  - ćwierćfinałów turnieju National Invitation Tournament (NIT – 2016)
- Mistrz:
  - turnieju konferencji Big East (2013)
  - sezonu regularnego Big East (2013)
- Zaliczony do:
  - I składu:
    - MVC Academic Honor Roll (2012, 2013)
    - Big East All-Academic Team (2014, 2015)

  - składu NABC Honors Court (2015)
- Lider Big East w skuteczności rzutów za 2 punkty (2016 – 70,2%)[10]

Drużynowe
- Mistrz:
  - Polski (2024)[11]
  - Kazachstanu (2019)
- Wicemistrz Polski (2021)[12]
- Zdobywca:
  - pucharu:
    - Polski (2021)[13]
    - Kazachstanu (2019)

  - Superpucharu Polski (2020)[14]

Indywidualne
(* – nagrody przyznane przez portal eurobasket.com)
- MVP:
  - sezonu zasadniczego EBL (2021)[15]
  - kolejki EBL (15 – 2020/2021)[16]
- Zaliczony do:
  - I składu:
    - sezonu EBL (2021)[17]
    - kolejki EBL (6, 14, 15, 24 – 2020/2021)[18][19][20][21]

  - składu honorable mention ligi niemieckiej (2017, 2018)*[22][23]
- 2. miejsce na liście najlepiej blokujących ligi niemieckiej (2017)

Reprezentacja USA
- Brązowy medalista igrzysk panamerykańskich (2019)